# DNK-(apurinsko ili apirimidinsko mesto) lijaza
DNK-(apurinsko ili apirimidinsko mesto) lijaza (EC 4.2.99.18, AP lijaza, AP endonukleaza klasa I, endodezoksiribonukleaza (apurinska ili apirimidinska), dezoksiribonukleaza (apurinska ili apirimidinska), E. coli endonukleaza III, fag-T4 UV endonukleaza, Micrococcus luteus UV endonukleaza, AP mesto-DNK 5'-fosfomonoestar-lijaza, X-zrak endonukleaza III) je enzim sa sistematskim imenom DNK-(apurinsko ili apirimidinsko mesto) 5'-fosfomonoestar-lijaza. Ovaj enzim katalizuje sledeću hemijsku reakciju
 veza 3' vezana za apurinsko ili apirimidinsko mesto u DNK se razlaže reakcijom beta-eliminacije, čime se formira 3'-terminalno nezasićeni šećer i produkt sa terminalnim 5'-fosfatom
Ova grupa enzima se ranije smatrala endonukleazama.

## Literatura
- Nicholas C. Price; Lewis Stevens (1999). Fundamentals of Enzymology: The Cell and Molecular Biology of Catalytic Proteins (Third изд.). USA: Oxford University Press. ISBN 019850229X.
- Eric J. Toone (2006). Advances in Enzymology and Related Areas of Molecular Biology, Protein Evolution (Volume 75 изд.). Wiley-Interscience. ISBN 0471205036.
- Branden C; Tooze J. Introduction to Protein Structure. New York, NY: Garland Publishing. ISBN 0-8153-2305-0.
- Irwin H. Segel. Enzyme Kinetics: Behavior and Analysis of Rapid Equilibrium and Steady-State Enzyme Systems (Book 44 изд.). Wiley Classics Library. ISBN 0471303097.

## Spoljašnje veze
- DNA-(apurinic+or+apyrimidinic+site)+lyase на 